# Бенджамін Гаррісон V
Бенджамі́н Га́ррісон V (англ. Benjamin Harrison V; 5 квітня 1726, округ Чарлз, Вірджинія — 24 квітня 1796, там само) — американський політик. Він був одним з підписантів Декларації незалежності США. Батько президента США Вільяма Генрі Гаррісона і прадід Бенджаміна Гаррісона, який також став президентом США.
Він був членом Континентального конгресу з 1774 по 1777 і губернатором Вірджинії з 1781 по 1784.
Округ Гаррісон у Західній Вірджинії (тодішня Вірджинія), який був заснований у 1784, названий на честь Бенджаміна Гаррісона V.